# 藤井賢祐
藤井 賢祐（ふじい けんゆう、1930年8月17日 - 没年不明）は、元・日本テレビ放送網社員、テレビプロデューサー。日本テレビ版『ドラえもん』の企画を立ち上げたことで知られる。

## 概要
1958年、早稲田大学第一法学部を卒業し、同年に日本テレビ（現・日本テレビホールディングス）に入社。
1960年代前半に『リッピー・ハーディー珍道中』などの輸入アニメのプロデュースを手がけたのち、1960年代後半から1970年代前半にかけて、ほぼ全ての日本テレビ制作の日本テレビ系アニメのプロデュースに携わった。
後述の不祥事以降はアニメ番組からは退き、主に日本テレビの報道部で活動し、ドキュメンタリー番組などを手掛けた。
『アニメージュ』1979年4月号「TBS&NTVアニメ16年史」特集のインタビューでは思い出の一作として『男一匹ガキ大将』を挙げている。

## 不祥事
岡迫亘弘によると、藤井は東京テレビ動画（日本テレビ動画の前身）社長の新倉雅美（別名・渡邊清）からの贈与の見返りに仕事を与えており、それが日本テレビに発覚して東京テレビ動画への発注がなくなったという。
その後、日本テレビと疎遠になっていた新倉と再タッグを組み、1973年4月から『ドラえもん』（第1作）を企画・放送する。しかし、同年8月に新倉が突如失踪し、同作も1973年9月末をもって打ち切りとなる。藤井も同作を最後に日本テレビ系アニメの企画から姿を消す事となった。後に日本テレビは藤井の後任プロデューサーに実写ドラマ班の吉川斌を異動させ、アニメ班の人員刷新を図った。

## 主な参加作品

### 1950年代
- 東京ロメオ（1957年）
- マネチーショーケース（1957年）

### 1960年代
- ウッドペッカー（1961年 - 1964年）
- スーパーカー（1961年 - 1962年）
- のろぐまのバーニー君（放送年不明）
- リッピー・ハーディー珍道中（1964年）
- ダイヤル119・出動せよ！（1965年 - 1966年）
- とびだせ!バッチリ（1966年 - 1967年）
- 冒険少年シャダー（1967年 - 1968年、企画制作）
- 夕やけ番長（1968年 - 1969年、企画）
- 怪盗ラレロ（1968年 - 1969年、企画）
- 見合い恋愛（1969年、プロデューサー）
- 男一匹ガキ大将（1969年 - 1970年、企画）
- ゼンちゃんツーちゃん（1969年）

### 1970年代
- 赤き血のイレブン（1970年 - 1971年、企画）
- 男どアホウ！甲子園（1970年 - 1971年、企画）
- アニメンタリー 決断（1971年）
- 新オバケのQ太郎（1971年 - 1972年、プロデューサー）
- アストロガンガー（1972年 - 1973年、プロデューサー）
- 正義を愛する者 月光仮面（1972年、プロデューサー）
- ワイルド7（1972年 - 1973年、企画）
- ドラえもん（1973年、企画）
- 流星人間ゾーン（1973年）

### 1980年代～1990年代
- 生きるってすばらしい（愛のドキュメント）（1981年7月18日）
- 私のボストン美術館（美術スペシャル!!）（1983年10月15日）
- 宗教の時間（1987年 - 1995年）